# San Sebastián (Colombia)
San Sebastián è un comune della Colombia facente parte del dipartimento di Cauca.
Il centro abitato venne fondato da Pedro Antonio Gómez nel 1562.